# Kumalarang
Kumalarang (Bayan ng Kumalarang) är en kommun i Filippinerna. Kommunen ligger på ön Mindanao, och tillhör provinsen Zamboanga del Sur. Folkmängden uppgår till 24 926 invånare.

## Barangayer
Kumalarang är indelat i 18 barangayer.
| - Bogayo - Bolisong - Boyugan East - Boyugan West - Bualan - Diplo - Gawil - Gusom - Kitaan Dagat | - Lantawan - Limamawan - Mahayahay - Pangi - Picanan - Poblacion - Salagmanok - Secade - Suminalum |